# Limbus Company
Limbus Company es un videojuego de rol de estrategia indie para Microsoft Windows y dispositivos móviles,  desarrollado y publicado por el estudio surcoreano Project Moon.  Su estreno mundial se dio el 26 de febrero de 2023. Principalmente el juego toma lugar en un mundo distópico e hipercapitalista conocido como "La Ciudad", divida en tantos distritos como letras del abecedario en inglés (siendo la Z las afueras de esta "ciudad"). Mismo mundo donde todas las demás obras de Project Moon se desarrollan. Incluidos Lobotomy Corporation, Library of Ruina y otros muchos webcomics como Leviathan y The Distortion Detective. 
El juego incluye mecánicas gacha, lo que permite realizar microtransacciones para obtener Lunacy o boletos, los cuales se pueden usar para adquirir nuevos Pecadores o sus versiones avanzadas conocidas como Exterminio de Órganos Geométricos (EGO), además de las unidades básicas que se entregan al jugador. Durante una sesión de preguntas y respuestas, el director Kim Ji-hoon explicó que esta característica era esencial para financiar y explorar el desarrollo de nuevos títulos de Project Moon, como un "RPG de acción en tercera persona" aún sin nombre ambientado en la ciudad. Además, señaló que un juego con un modelo de servicio en vivo ayudaría a ampliar la base de fanáticos y a mantener su interés entre los lanzamientos de juegos completos.

## Jugabilidad
Los jugadores pueden utilizar Lunacy o determinados tickets para obtener Identidades alternativas y EGO, los cuales pueden ser equipados por su respectivo Pecador para emplearse en combate. Estas Identidades alternativas pueden alterar significativamente el estilo de lucha del Pecador y resultar más efectivas en ciertas etapas que su Identidad predeterminada. No obstante, cada Identidad alternativa debe desarrollarse de manera independiente.
Antes de comenzar una batalla, el jugador puede seleccionar hasta 7 de los 12 Pecadores disponibles (sin contar a Dante) para formar su equipo, teniendo en cuenta las fortalezas y debilidades de cada uno para superar los desafíos. Además, debe elegir tanto la Identidad del Pecador como el EGO que llevará a la batalla. No es posible equipar múltiples Identidades de un mismo Pecador ni adjuntar varios EGO del mismo nivel de poder al mismo personaje. Una vez finalizadas las selecciones, da inicio la batalla.
En los combates normales, el jugador puede arrastrar el cursor sobre los círculos que representan los ataques de cada Pecador para formar cadenas de ataques con categorías de Pecado similares o seleccionar el ataque que mejor se ajuste a la estrategia. Por otro lado, en las batallas contra jefes o anormalidades, los jugadores deben asignar los ataques de cada Pecador a un enemigo específico o a una parte concreta del cuerpo que deseen atacar. Una vez tomadas estas decisiones, comienza la fase de batalla.
El resultado de los ataques se determina mediante un sistema de lanzamientos de monedas. Si la moneda cae en cara, se añade un aumento numérico al poder del personaje (aunque ciertas habilidades de algunas Identidades restan poder en lugar de aumentarlo). Si cae en cruz, el valor se mantiene sin cambios. La probabilidad de obtener cara en un lanzamiento depende de los Puntos de Cordura (PE) del personaje.
Tras resolver los enfrentamientos y calcular los daños, la fase de batalla se reinicia y se pueden planear nuevos ataques. Esto se repite hasta que uno de los bandos sea completamente derrotado.
El jugador puede optar por utilizar el EGO de un Pecador en lugar de su ataque normal. Para ello, se deben gastar los SP del Pecador y los "Pecados" recolectados de ciertas categorías de ataques normales, los cuales sirven para activar y usar el EGO contra el enemigo. Si los SP del Pecador son demasiado bajos, este puede lanzar un EGO "corroído" de forma autónoma. Este ataque es más poderoso, pero no puede ser controlado por el jugador; el Pecador seleccionará objetivos aleatorios, ya sean enemigos o aliados, durante un turno, y posteriormente sus SP se reducirán a 0.
Fuera de las etapas normales, existen mapas de mazmorras donde el jugador debe elegir una ruta que lo llevará eventualmente al jefe final para completar la etapa. A diferencia de otras etapas, en las mazmorras es necesario planificar con cuidado, ya que los jugadores están limitados a las Identidades de los Pecadores y los EGO seleccionados al inicio, y no reciben curación automática entre combates. Algunas salas o enfrentamientos contra jefes presentan decisiones en las que la respuesta correcta no siempre es evidente, y superar estos desafíos puede requerir el uso de la Afinidad de Pecado específica del Pecador para evitar recibir daño. 

## Trama
El juego comienza con una persona que ha perdido la memoria y tiene un reloj en lugar de cabeza, siendo atacada por feroces Fixers. Esta persona es rescatada por Vergilius, un legendario Fixer conocido como "La Mirada Roja", quien le revela que su nombre es Dante y que es el nuevo gerente ejecutivo de la Compañía Limbus. La compañía ha asignado a un grupo especial de empleados, llamados Pecadores, la tarea de buscar Ramas Doradas, poderosas fuentes de energía dispersas por toda la Ciudad, ocultas en las ruinas de la destruida Lobotomy Corporation y sus sucursales, con un propósito aún desconocido. Durante su travesía por la ciudad a bordo de un autobús personalizado llamado Mefistófeles (o simplemente Mephi/Mephisto), Dante intenta recuperar su identidad mientras los Pecadores enfrentan los fantasmas de su propio pasado en su búsqueda de las Ramas Doradas. 
La trama de Limbus se divide en capítulos a los que el juego define como "Cantos", inspirados en el Infierno de Dante y los 9 círculos del Infierno. Cada uno de estos está protagonizado por un personaje, y la trama se sumerge en el pasado de uno de los Pecadores. En el estado actual del juego, solo 7 Cantos están disponibles en su totalidad. Sin embargo se esperan más.

### Canto I:El Marginado
La primera incursión de los Pecadores tiene lugar en el Distrito 4, donde deben adentrarse en las ruinas de una sucursal de Lobotomy Corporation, acompañados por un sobreviviente, Yuri, y un par de Fixers independientes que actúan como guías. Al ingresar a las instalaciones, Gregor comienza a resonar con una Rama Dorada, lo que provoca que los Pecadores se vean forzados a confrontar su pasado como oficiales durante la "Guerra del Humo".
A medida que se adentran en los recuerdos de Gregor, se topan con una "Anomalía", una criatura utilizada por Lobotomy Corporation para la generación de energía. En mitad del enfrentamiento, Yuri pierde la vida a manos de la Anormalidad, denominada "Manzana Dorada". De su cabeza decapitada emerge la Rama Dorada, la cual es inmediatamente arrebatada por un grupo rival liderado por Hermann, quien afirma ser la madre de Gregor, junto con el ex amigo de Yi Sang y el hermano mayor de Hong Lu, que se han aliado con ellos. Abatidos por el fracaso, los Pecadores se ven obligados a abandonar las instalaciones.

### Canto II:El Desamparado
A pesar de la pérdida de la Rama Dorada ante Hermann en el último instante, el autobús de los Pecadores se dirige al Distrito 10, donde, según informes, se ofrece otra Rama Dorada como premio en un casino operado por J Corp. En respuesta a esta oportunidad, Limbus Company ha enviado a dos miembros de su Equipo de Despeje, Effie y Saude, con el objetivo de infiltrarse en el casino disfrazados como representantes de la Banda Tingtang, un sindicato local, para participar en un juego de póker de alto riesgo en el que se decide la suerte de la Rama Dorada.
Sin embargo, surgen complicaciones cuando Don Quijote descubre la verdadera identidad del grupo, obligándolos a enfrentarse a todo el Sindicato. Tras intensas confrontaciones, los Pecadores logran abrirse paso a través de la Banda Tingtang y otros sindicatos, llegando finalmente a la cima del casino, donde Rodion, conforme al plan original, se ofrece a jugar disfrazada de líder de la Banda Tingtang. Sin embargo, se enfrenta a un giro inesperado al descubrir que uno de sus oponentes es Sonya, su antigua camarada, quien le revela que juntas fundaron un sindicato denominado Yurodiviye, antes de que Rodion se alejara por razones que nunca fueron explicadas.
Tras una victoria exitosa, Sonya acepta su derrota con dignidad, pero uno de los otros competidores decide asesinarla y reclamar la Rama Dorada para sí. La situación culmina con la derrota de este enemigo, y los Pecadores continúan su avance por el sótano del casino, enfrentándose a deudores esclavizados y, posteriormente, a nuevas Anormalidades.
En un giro revelador, la Rama Dorada comienza a resonar con Rodion, lo que desvela su pasado como una campesina hambrienta en los Backstreets, las zonas desatendidas por las megacorporaciones locales. Junto a Sonya, fundó Yurodiviye para luchar contra las injusticias que padecían, solo para ver cómo su esfuerzo culminaba en tragedia cuando el Medio, uno de los Cinco Dedos, aniquiló a todos los miembros del sindicato, después de que Rodion matara a una de las tías de un miembro.
Con su primera Rama Dorada en mano, los Pecadores dejan el Distrito 10, solo para descubrir que Sonya forma parte del mismo grupo que Hermann. Se revela un complot para obtener las Ramas Doradas una vez que los Pecadores hayan recolectado todas.

### Canto III:La No Confrontación
El autobús de los Pecadores se dirige al Distrito 11 con el objetivo de rastrear otra Rama Dorada. Vergilius decide acompañar personalmente al grupo a través del puesto de control del Distrito, pero cuando Don Quijote escucha el grito de un niño al otro lado de un divisor de vidrio, lanza su lanza a través de él, lo que provoca que la seguridad de K Corp ataque a los Pecadores. En mitad de la confusión, aparece un Fixer heroico llamado Siegfried, quien acaba con la vida de todos los Pecadores, excepto Dante, permitiéndoles finalmente pasar el punto de control y resucitando a los demás pecadores.
Tras castigar a Don Quijote en el autobús por sus acciones que perjudican a la Compañía, Vergilius guía al grupo hacia el pueblo de Calw, la ciudad natal de Sinclair. Sin embargo, el pueblo se encuentra bajo el asedio de una inquisición religiosa perteneciente a la Corporación N, conocida como Nagel und Hammer, que ha crucificado a todos los habitantes del pueblo mediante una prótesis mecánica. Mientras los Pecadores abren paso entre las ruinas del pueblo, Sinclair pelea contra un antiguo compañero de clase, Kromer, quien resulta ser el líder de Nagel und Hammer. Finalmente Kromer es asesinada gracias a Damian y recuperan la tan ansiada rama dorada.

### Intervalo I:El Pollo del Infierno
Tras sobrevivir con dificultades a su enfrentamiento con Kromer, la Compañía Limbus avanza hacia otra zona del Distrito 11, donde se les encomienda resolver una Distorsión relacionada con un restaurante de pollos. El propietario, conocido como "Papa Bongy", ha mutado en una criatura monstruosa similar a un pollo y ha comenzado a colocar pollos crudos y sensibles sobre las cabezas de diversas personas. Movidos por la promesa de pollo gratis de por vida tras resolver la situación, los Pecadores organizan rápidamente una competencia culinaria entre ellos, con la esperanza de crear un plato de pollo que logre calmar a Papa Bongy y poner fin a la Distorsión.

### Intervalo II:S.E.A.
La Compañía Limbus llega a los Backstreets del Distrito 21, donde estacionan en el taller Molar Boatworks para realizar modificaciones al Mefistófeles y hacerlo apto para navegar por el Gran Lago del Distrito. Mientras los Pecadores intentan disfrutar de unas improvisadas vacaciones de verano, se ven obligados a recolectar chatarra de gigantescos Cangrejos Basura para colaborar con el taller.
Durante este tiempo, Ishmael muestra un creciente descontento con sus compañeros, acusándolos de no estar preparados para enfrentar los peligros del mar como ella. Su frustración culmina en un enfrentamiento con Heathcliff y Vergilius, intensificando las tensiones dentro del grupo.

### Canto V:El mal definido
El Mefistófeles finalmente está listo para navegar a través del vasto territorio de U Corp, conocido como el Gran Lago. Sin embargo, el autobús de la Compañía Limbus debe enfrentarse a las impredecibles "Leyes del Gran Lago", reglas no escritas que cambian de sección en sección. Si no logran cumplir con las Leyes a tiempo, la zona es invadida por Ballenas, Sirenas y otros monstruos capaces de hundir su embarcación.
Eventualmente, Ishmael abandona su aislamiento en la cabina y asume el rol de guía, liderando a los Pecadores a través de las plataformas que conforman el Nido del Distrito 21. No obstante, su verdadero objetivo es encontrar y vengarse del Capitán Ahab, el antiguo líder del Pequod, quien llevó al barco a su destrucción en su obsesiva caza de la Ballena Pálida. Su determinación la impulsa a masacrar sin dudar tanto a piratas como a monstruos que se interpongan en su búsqueda de respuestas.
El recorrido de los Pecadores los lleva primero a un puerto, donde rescatan al Equipo Antes de la Compañía Limbus, el grupo que los precedió en su misión. Posteriormente, se adentran en una sucursal abandonada de L Corp, que se asemeja a una plataforma petrolera. Allí, casi son aniquilados por Ricardo el Hermano Mayor del Dedo Medio, enfurecido porque Heathcliff le robó unos cupones para un salón de peluquería durante su parada en el puerto. La situación da un giro inesperado cuando son salvados por el Anciano Índigo, quien los guía literalmente al interior del vientre de la Ballena Pálida, donde se encuentran con el Capitán Ahab y varios miembros de la tripulación del Pequod, quienes de alguna manera han logrado sobrevivir.

### Intervalo III:Milagro en el distrito 20
Don Quijote convence a Dante y a Heathcliff para entrar a una puerta dentro de los Backrooms que conduce a una fábrica de juguetes, con la esperanza de encontrar un regalo para Heathcliff y al mítico Fixer "Saco Rojo" para ella misma. Sin embargo, Dante pronto descubre que la fábrica no se encuentra dentro de la Ciudad, sino en las Afueras, más allá de sus límites, y está operada exclusivamente por gnomos. Lo más inquietante es que la fábrica produce juguetes para criaturas no humanas, utilizando partes de cuerpos humanos como materia prima.
Cuando Don Quijote y Heathcliff son incapacitados por los gnomos, el resto de los Pecadores interviene para rescatarlos, enfrentándose a las perturbadoras amenazas del lugar. A contrarreloj, logran escapar con ambos de vuelta al autobús antes de que el portal que los conectaba a la fábrica se cierre definitivamente.

### Intervalo III-2:Rendir mi carne para reclamar sus huesos
Los Pecadores finalmente llegan al Distrito 20, pero optan por atravesar los Backstreets, donde inesperadamente se ven atrapados en medio de una guerra de bandas entre el Linaje de la Espada y el Clan Kurokumo. Durante el caos, rescatan a una luchadora herida del Linaje de la Espada llamada Aeng-du. Poco después, la Compañía asigna a los Pecadores la tarea de investigar una Distorsión en el área.
Aeng-du se une a los Pecadores mientras luchan hasta llegar a la cima de un edificio de oficinas, donde descubren que la fuente de la Distorsión es el propio mentor de Aeng-du, Kim del Sombrero de Bambú.

### Canto VI: El Rompecorazón
Heathcliff guía a los Pecadores hacia la mansión de Wuthering Heights, donde creció, motivado en parte por la invitación de Cathy y en parte por informes de que una Rama Dorada se encuentra dentro de la propiedad. Sin embargo, poco después de llegar, se le informa que Cathy ha muerto, y que Fixers de la Asociación Öufi han llegado para ejecutar su testamento. Heathcliff se niega a aceptar esta noticia, especialmente después de que Nelly le menciona que nunca vio su cuerpo.
La situación rápidamente escala cuando los Pecadores se ven atrapados en un conflicto entre Heathcliff, la pandilla Dead Rabbits contratada por Hindley Earnshaw, y el personal de servicio bajo las órdenes del actual maestro de la mansión, Linton Edgar. Explorando el sótano de la propiedad, los Pecadores hacen un descubrimiento perturbador: el cuerpo de Cathy está siendo utilizado en un experimento por uno de los antiguos colegas de Yi Sang, un exmiembro del Anillo. Este individuo está usando un espejo propio para imprimir identidades de otro mundo en residentes desaparecidos del Distrito 20.

### Intervalo IV:Timekilling Time
Tras el caos en Wuthering Heights, los Pecadores permanecen acampados en el Nido de T Corp, donde son informados por los Cobradores de T Corp de un enorme "Impuesto de Tiempo" que han acumulado. Mientras el resto de los Pecadores son encarcelados, Dante, Hong Lu, Ryōshū y Rodion reciben la tarea de localizar a la Distorsión conocida como el "Desgarrador del Tiempo", célebre por su capacidad de "matar" el tiempo de sus víctimas, con la esperanza de que esto les permita saldar la deuda.
Durante la investigación, se cruzan con la rama del Distrito 20 de los Yurodiviye y, finalmente, enfrentan al Desgarrador del Tiempo en la cima de una torre de reloj defectuosa, donde las líneas entre tiempo y realidad se desmoronan.

### Intervalo IV-2:Asesinato en el WARP expres
Después de capturar al Desgarrador del Tiempo, los Pecadores se enteran de que deben abordar un Tren WARP hacia su destino en P. Corp, con boletos de primera clase. Durante el trayecto, Faust despierta repentinamente a los Pecadores de su criosueño, revelando que Limbus Company también fue contratada para lidiar con una posible Distorsión a bordo del tren. En privado, Faust le confiesa a Dante que su conexión con Gesellschaft, su fuente de conocimiento de otras versiones de sí misma, ha sido cortada, lo que los obliga a identificar la Distorsión por su cuenta.
Finalmente, el culpable resulta ser un Bloodfiend llamado Cassetti, quien enfrenta a los Pecadores y los agota debido a su regeneración constante. Faust se ve obligada a negociar una tregua, pero Don Quijote interrumpe impulsivamente y ataca, solo para ser mordida por Cassetti. Poco después, Gesellschaft regresa, y Faust advierte a Dante que no revele los eventos que están por suceder. Entonces, las botas de Don Quijote se desprenden, y ella libera una poderosa onda de choque que arrasa con Faust, revelando su verdadera naturaleza como una Bloodfiend de Segunda Generación. Acto seguido, Don Quijote ejecuta a Cassetti por el "pecado de impiedad filial" antes de caer inconsciente.
Forzados a escapar de la distorsión temporal del Tren WARP, los Pecadores emplean la Backdoor de Mephistopheles para salir del flujo del tiempo y evitar un destino incierto.

### Canto VII:El sueño final
Los Pecadores llegan a P. Corp, donde toman un contrato abierto para investigar un fenómeno denominado "La Manchaland", un parque de atracciones que aparece intermitentemente y ha estado haciendo desaparecer a los ciudadanos del Distrito 16. Durante la reunión para planificar la incursión, los Pecadores se enteran de que se enfrentarán a Bloodfiends y Bloodbags. Además, conocen a varios otros grupos de Fixers, entre ellos, Jia Xichun, la hermana de Hong Lu. También reciben información sobre los Bloodfiends de Moses y Ezra, una dupla de Distortion Detectives que ahora trabajan para Limbus Company.
Cuando La Manchaland hace su aparición, los Pecadores se movilizan rápidamente, limpiando hordas de Bloodfiends y Bloodbags mientras avanzan hacia el centro del parque para recolectar la Rama Dorada que se supone está almacenada allí. En su camino, se encuentran con un enigmático Bloodfiend llamado Sansón, quien obliga a los Pecadores a reanudar las numerosas aventuras de Don Quijote del pasado. Esto culmina cuando Sansón logra hacer que Don Quijote se quite sus botas de correr, revelando su verdadera identidad como Bloodfiend ante los Pecadores.

## Personajes principales
El grupo principal de Limbus Company está conformado por 13 "Pecadores", acompañados por Vergilius, su guía, y Charon, el conductor, quienes han sido reunidos bajo algún tipo de contrato con la empresa titular. Dante forma parte de estos Pecadores, aunque no toma un rol activo en las batallas.
| Número | Pecador         | Actor de voz   | Referencia literaria                                                           |
| ------ | --------------- | -------------- | ------------------------------------------------------------------------------ |
| 1      | Yi-Sang         | Min Seung-woo  | Kim Hae-Gyeong, famoso escritor y poeta coreano, y su novela Las alas          |
| 2      | Faust           | Park Ji-yoon   | Faust, protagonista de la obra escrita por Johann Wolfgang von Goethe          |
| 3      | Don Quijote     | Kim Yea-lim    | Don Quijote, protagonista de la novela Don Quijote Miguel de Cervantes         |
| 4      | Ryōshū          | Yi Sae-ah      | Yoshihide, protagonista de la novela corta Hell Screen por Ryūnosuke Akutagawa |
| 5      | Meursault       | Kwon Sung-hyuk | Protagonista de El extranjero por Albert Camus                                 |
| 6      | Hong Lu         | Kim Sin-woo    | Jia Baoyu, personaje principal de la novela Honglou Meng por Cao Xueqin        |
| 7      | Heathcliff      | Hong Seung-hyo | Protagonista de la novela Cumbres Borrascosas por Emily Bronte                 |
| 8      | Ishmael         | Jang Ye-na     | Narrador y personaje principal de Moby dick por Herman Melville                |
| 9      | Rodion          | Yoon A-young   | Protagonista de Crimen y castigo por Fyodor Dostoevsky                         |
| 10     | Dante           | N/A            | Dante Alighieri y su obra La divina comedia                                    |
| 11     | Emilio Sinclair | Kim Da-ol      | Protagonista de Demian                                                         |
| 12     | Outis           | Kim Bo-na      | Odiseo protagonista de La odisea por Homero                                    |
| 13     | Gregory         | Choi Han       | Personaje principal de La metamorfosis por Franz Kafka                         |